# Dylan McDermott
Mark Anthony McDermott (født 26. oktober 1961 i Waterbury, Connecticut), bedre kendt som Dylan McDermott, er en amerikansk skuespiller.
McDermott gjorde sin debut i krigsfilmen Hamburger Hill (1987), som også havde blandt andre Steven Weber, Courtney B. Vance og Don Cheadle på rollelisten. Han var også med i Wolfgang Petersens actionfilm In the Line of Fire (1993) med Clint Eastwood, John Malkovich og Rene Russo og den romantiske komedie Three to Tango (1999) med Matthew Perry og Neve Campbell.
Den rolle han måske er mest kendt for er nok Bobby Donnell i TV-serien The Practice, som han medvirkede i 147 episoder fra 1997 til 2004. Han vandt en Golden Globe i 1999 for sin indsats der, og han blev også nomineret i 2000 og 2001. Han har i tillæg en Emmy-nomination at skilte med fra 1999.

## Filmografi

### Film
| År   | Titel                           | Rolle             | Notat                                                   |
| ---- | ------------------------------- | ----------------- | ------------------------------------------------------- |
| 1987 | Hamburger Hill                  | Sgt. Frantz       |                                                         |
| 1988 | The Blue Iguana                 | Vince Holloway    |                                                         |
| 1989 | Twister                         | Chris             |                                                         |
| 1989 | Steel Magnolias                 | Jackson Latcherie |                                                         |
| 1990 | Hardware                        | Moses Baxter      |                                                         |
| 1992 | Where Sleeping Dogs Lie         | Bruce Simmons     |                                                         |
| 1992 | Jersey Girl                     | Sal Tomei         |                                                         |
| 1993 | In the Line of Fire             | Agent Al D'Andrea |                                                         |
| 1994 | The Cowboy Way                  | John Stark        |                                                         |
| 1994 | Miraklet på Manhattan           | Bryan Bedford     |                                                         |
| 1995 | Destiny Turns on the Radio      | Julian Goddard    |                                                         |
| 1995 | Home for the Holidays           | Leo Fish          |                                                         |
| 1997 | 'Til There Was You              | Nick              |                                                         |
| 1999 | Three to Tango                  | Charles Newman    |                                                         |
| 2001 | Texas Rangers                   | Leander McNelly   |                                                         |
| 2003 | Party Monster                   | Peter Gatien      |                                                         |
| 2003 | Wonderland                      | David Lind        | Nomineret — PRISM Award for bedste præstation i en film |
| 2003 | Runaway Jury                    | Jacob Wood        | ukredittert                                             |
| 2005 | The Tenants                     | Henry Lesser      |                                                         |
| 2005 | Edison                          | Lazerov           |                                                         |
| 2005 | The Mistress of Spices          | Doug              |                                                         |
| 2006 | Unbeatable Harold               | Jake Salamander   |                                                         |
| 2007 | The Messengers                  | Roy               |                                                         |
| 2007 | Have Dreams, Will Travel        | Uncle             |                                                         |
| 2009 | Burning Palms                   | Dennis Marx       |                                                         |
| 2012 | The Perks of Being a Wallflower | Charlie's father  |                                                         |
| 2012 | The Campaign                    | Tim Wattley       |                                                         |
| 2013 | Feed the Dog                    | Jimmy Leach       |                                                         |
| 2013 | Freezer                         | Robert            |                                                         |
| 2014 | Olympus Has Fallen              |                   |                                                         |
| 2014 | Behaving Badly                  | Jimmy Leach       |                                                         |
| 2014 | Autómata                        | Sean Wallace      |                                                         |
| 2014 | Mercy                           | Jim Swann         |                                                         |
| 2015 | Survivor                        | N/A               | Post-production                                         |

### Fjernsyn
| År        | Titel                 | Rolle                 | Notat |
| --------- | --------------------- | --------------------- | --- |
| 1989      | The Neon Empire       | Vic                   | TV-film |
| 1991      | Into the Badlands     | McComas               | TV-film |
| 1992      | Tales from the Crypt  | George                | 1 episode |
| 1992      | The Fear Inside       | Pete Caswell          | TV-film |
| 1997-2003 | The Practice          | Bobby Donnell         | 147 episoder; Golden Globe Award for Best Actor – Television Series Drama Nomineret — Primetime Emmy Award for Outstanding Lead Actor in a Drama Series Nomineret — Golden Globe Award for Best Actor - Television Series Drama (2000, 2001) Nomineret — Satellite Award for Best Actor - Television Series Drama (1999, 2000) Nomineret — Screen Actors Guild Award for Outstanding Performance by an Ensemble in a Drama Series (1999, 2000, 2001) |
| 1998      | Ally McBeal           | Bobby Donnell         | 2 episoder |
| 2004      | The Grid              | FBI Agent Max Canary  | 2 episoder |
| 2007-2008 | Big Shots             | Duncan Collinsworth   | 11 episoder |
| 2009-2010 | Dark Blue             | Carter Shaw           | 20 episoder |
| 2011      | American Horror Story | Ben Harmon            | 12 episoder; Nomineret — Saturn Award for Best Actor on Television |
| 2013–14   | Hostages              | Duncan Carlisle       | 15 episoder |
| 2014–15   | Stalker               | Detective Jack Larsen | 10 episoder |